# Frédéric Devreese
Frédéric ridder Devreese (født 2. juni 1929 i Amsterdam, død 28. september 2020) var en hollandsk født belgisk komponist.
Devreese skrev mest orkestermusik og kammermusik.
Han studerede hos Marcel Poot i Brussel i Belgien, og Ildebrando Pizzetti i Rom i Italien. Han skrev en symfoni, fire klaverkoncerter og klaverstykker.
Devreese har også dirigeret BRT philharmoniske orkester, og indspillet en række plader med Belgiske orkesterværker, for pladeselskabet Marco Polo. Han var søn af komponisten Godfried Devreese.

## Udvalgte værker
- Symfoni (1953) - for orkester
- 4 Klaverkoncerter (1949, 1952, 19?, 1983 ) - for klaver og orkester
- Violinkoncert (1951) - for violin og orkester
- 2 Satser (1953) - for strygeorkester